# Mettweiler
Mettweiler ist eine Ortsgemeinde im Landkreis Birkenfeld in Rheinland-Pfalz. Sie gehört der Verbandsgemeinde Baumholder an.

## Geographie
Die Ortsgemeinde Mettweiler gehört zum Westrich. Im Norden befindet sich die Stadt Baumholder, im Südosten die Ortsgemeinde Thallichtenberg und westlich liegen die Ortsgemeinde Berschweiler bei Baumholder und die Ortsgemeinde Fohren-Linden. In Mettweiler sind 47 Prozent der Gemarkungsfläche bewaldet.

## Geschichte
Der Ort gehörte bis zum Ende des 18. Jahrhunderts zu dem aus der Grafschaft Veldenz stammenden Teil des Herzogtums Pfalz-Zweibrücken und war der Schultheißerei Berschweiler im Oberamt Lichtenberg zugeordnet. Im Jahr 1790 lebten 42 Familien im Ort. Die Gemarkung von Mettweiler umfasste 550 Hektar.
Im Jahr 1794 wurde das Linke Rheinufer von französischen Revolutionstruppen eingenommen. Von 1798 bis 1814 gehörte Mettweiler zum Kanton Baumholder im Saardepartement. Aufgrund der auf dem Wiener Kongress (1815) getroffenen Vereinbarungen kam die Region 1816 zum sachsen-coburgischen Fürstentum Lichtenberg, dem es bis 1834 angehörte. Die Gemeinde Mettweiler gehörte zunächst zur Bürgermeisterei Berschweiler, von 1823 an zur Bürgermeisterei Burglichtenberg (siehe auch Liste der Gemeinden im Fürstentum Lichtenberg). Nach dem Verkauf an Preußen und der Auflösung des Fürstentums Lichtenberg kam Mettweiler zum neu errichteten Kreis St. Wendel in der Rheinprovinz. Seit 1937 gehört Mettweiler zum Landkreis Birkenfeld und ist seit 1946 Teil des Landes Rheinland-Pfalz.
Bevölkerungsentwicklung
Die Entwicklung der Einwohnerzahl von Mettweiler, die Werte von 1871 bis 1987 beruhen auf Volkszählungen:
| Jahr | Einwohner |
| 1815 | 256       |
| 1835 | 209       |
| 1871 | 291       |
| 1905 | 356       |
| 1939 | 321       |
| 1950 | 307       |

| Jahr | Einwohner |
| 1961 | 355       |
| 1970 | 338       |
| 1987 | 291       |
| 1997 | 301       |
| 2005 | 323       |
| 2023 | 241       |

## Politik

### Gemeinderat
Der Gemeinderat in Mettweiler besteht aus sechs Ratsmitgliedern, die bei der Kommunalwahl am 9. Juni 2024 in einer Mehrheitswahl gewählt wurden, und dem ehrenamtlichen Ortsbürgermeister als Vorsitzendem.

### Bürgermeister
Jens Kneller wurde am 8. Juli 2024 Ortsbürgermeister von Mettweiler. Da bei der Direktwahl am 9. Juni 2024 kein Wahlvorschlag eingereicht wurde, erfolgte die Wahl gemäß rheinland-pfälzischer Gemeindeordnung durch den Rat, der sich in seiner  konstituierenden Sitzung mehrheitlich für Kneller entschied.
Mit der Wahl endete eine Vakanz. Hans-Jürgen Henn hatte das Amt des Ortsbürgermeisters 2016 wegen seines Wegzugs niederlegen müssen. Danach war Ute Theiß seit 2017 Ortsbürgermeisterin von Mettweiler. Sie wurde bei der Direktwahl am 26. Mai 2019 mit einem Stimmenanteil von 69,84 % in ihrem Amt bestätigt. Infolge Wegzug legte sie ihr Ehrenamt zum 31. Oktober 2021 nieder. Die für den 20. Februar 2022 vorgesehene Direktwahl des Ortsbürgermeisters fand mangels Bewerber nicht statt. Daher ging das Wahlrecht auf den Ortsgemeinderat über, der in seiner Sitzung am 19. Januar 2022 Olaf Meyer zum Ortsbürgermeister wählte. Da dieser nicht anwesend sein konnte, wurde die Ernennung auf die nächste Zusammenkunft vertagt. Am 9. Februar teilte Meyer jedoch mit, aus gesundheitlichen Gründen die erfolgte Wahl nicht annehmen zu können. Ein erneuter Wahlversuch in der Gemeinderatssitzung am 10. März 2022 scheiterte, da sich kein weiterer Bewerber fand. Damit bleibt das Amt vakant. Die Amtsgeschäfte führte zunächst der Erste Beigeordnete Jens Kneller. Da dieser jedoch zum Jahresende 2023 sein Amt niederlegte, wurde der Bürgermeister der Verbandsgemeinde, Bernd Alsfasser, ab Anfang 2024 zum Beauftragten ernannt.

### Wappen
Der blaue Löwe verweist auf die ehemalige Zugehörigkeit zur Grafschaft Veldenz.

## Kultur und Sehenswürdigkeiten
Jährlich werden das Brunnenfest und die Kirmes veranstaltet. Ferner richtet der Sportverein eine Faschingsveranstaltung aus.

## Wirtschaft und Infrastruktur
Im Süden verläuft die Bundesautobahn 62.
In der Ortsgemeinde Heimbach (Landkreis Birkenfeld) ist ein Bahnhof der Bahnstrecke Bingen–Saarbrücken.